# جامعة الدلتا التكنولوجية
جامعة الدلتا التكنولوجية هي جامعة حكومية مصرية، إحدى الجامعات التكنولوجية التي تم إنشاءها طبقًا لقانون رقم 72 لسنة 2019 والخاص بإنشاء الجامعات التكنولوجية في مصر وهي مؤسسات تعليمية تنتهج أسلوب التعليم والتدريب للطلاب في مختلف التخصصات التي يحتاجها سوق العمل مع تطوير وبناء المهارات اللازمة لإلحاق الخريج بسوق العمل مباشرة، تقع الجامعة في المنطقة الصناعية بمدينة قويسنا بمحافظة المنوفية على مساحة 96 ألف متر مربع، تبلغ مدة الدراسة بالجامعة أربعة سنوات، وتمنح الجامعة الدرجات العلمية على حسب التخصص وهي الدبلوم فوق المتوسط المهني في التكنولوجيا، البكالوريوس المهني في التكنولوجيا، الماجستير المهني في التكنولوجيا، والدكتوراه المهنية في التكنولوجيا.

## الأهداف
طبقاً لقانون رقم 72 لسنة 2019 أنشأت الجامعات التكنولوجية لتحقيق عدة أهداف أهمها:
- استحداث مسار جديد متكامل للتعليم والتدريب التطبيقي والتكنولوجي وموازٍ لمسار التعليم الأكاديمي.
- تطبيق التكنولوجيا واستغلالها لصالح المجتمع وتأهيل الخريجين لتلبية احتياجات سوق العمل.
- توفير تعليم تكنولوجي يقدم خدمات تعليمية وتدريبية ذات جودة مرتفعة.
- التطوير المستمر للمناهج والخطط الدراسية لجميع المراحل والمستويات الدراسية.
- تقديم المساعدة الفنية والمشورة الإدارية في مجال التعليم الفني والتدريب.

## الكليات والبرامج الأكاديمية
تضم الجامعة كلية واحدة هي:
- كلية تكنولوجيا الصناعة والطاقة

تضم برامج تكنولوجيا الطاقة الجديدة والمتجددة، وتكنولوجيا الأوتوترونكس، وتكنولوجيا المعلومات، وتكنولوجيا الميكاترونكس، وتكنولوجيا الأطراف الصناعية والأجهزة التقويمية.

## نظام القبول
يشترط للقبول في الجامعة أن يكون المتقدم حاصلاً على شهادة الثانوية العامة أو ما يعادلها، أو شهادة الدبلوم نظام الثلاث والخمس سنوات أو ما يعادلها، أو خريجي المعاهد المتوسطة، ويكون القبول بترتيب درجات النجاح، ويقبل المتقدم بعد اجتياز اختبارات القبول التي تحددها الجامعة وهي من اختبار لقياس مهارات اللغة الإنجليزية، اختبار لقياس مهارات الحاسب الآلي، واختبار للمعلومات العامة في الرياضيات ويشترط للنجاح الحصول على نسبة 60٪ من الدرجة النهائية بهذا الاختبار.

## وصلات خارجية
- الموقع الرسمي للجامعة.
- الصفحة الرسمية للجامعة على موقع فيس بوك.